# Розен, Евгений Андреевич
Барон Евге́ний Андре́евич (фон) Ро́зен (19 июня 1826, Санкт-Петербург — 1895, Окнино, Харьковская губерния) — сын декабриста А. Е. Розена, внук В. Ф. Малиновского, мемуарист, штабс-ротмистр лейб-гвардии уланского полка, актер-любитель.

## Биография
Родился 19 июня 1826 года в Санкт-Петербурге в семье барона Андрея Евгеньевича Розена и его супруги Анны Васильевны, урожденной Малиновской. Происходил из баронского рода Розенов. Был назван в честь своего деда, отца декабриста. В то время его отец уже находился под арестом в Петропавловской крепости, и 5 февраля 1827 года, повидав жену и сына, был отправлен в ссылку в Сибирь. Анна Васильевна пожелала отправиться вслед за мужем, но отложила свое намерение, пока подрастет сын. В начале лета 1830 года она покинула Москву и отправилась к мужу в Читу, оставив четырехлетнего Евгения (в семье его называли Энни) на попечение своей тетки Анны Андреевны Самборской и сестры Марии Васильевны Малиновской. В феврале 1834 Мария Малиновская вышла замуж за В. Д. Вольховского и переехала с ним в Тифлис, забрав с собой племянника. 10 ноября 1838 Розены прибыли в Тифлис, и Энни впервые увидел родителей, братьев и сестру.
В 1840 году поступил в Московское училище правоведения. В свободное время посещал Александровский театр, где познакомился с трагиком В. А. Каратыгиным. Под его влиянием стал принимать участие в театральных представлениях. Не окончив училища, он окончательно поступил на сцену. Однако дядя И. В. Малиновский прервал его сценические дарования, он настоятельно советовал Е. А. Розену поступить на военную службу. Прослужив 7 лет в Чугуевском уланском полку, вышел в отставку в чине штабс-ротмистра (1851). Затем в течение трех лет управлял имением матери в Изюмском уезде Харьковской губернии. Прожил остаток жизни в имении Викнино (Окнино) и вел тихий уединенный образ жизни.
Составил неизданную биографию В. Д. Вольховского. Хранил мемуары своего отца. Живя в деревне, вел записки в продолжении 50 лет, перечитывал их и делился мыслями с отцом, писателями Г. П. Данилевским и Н. С. Кохановской, которые жили по соседству. Сочинения свои он желал издать в виде посмертных записок. Вёл большую переписку со многими людьми, но никто эти письма издать не решился.
Умер в 1895 году, был похоронен в Викнино рядом с отцом, матерью и младшим братом.

## Семья
16 мая 1852 года Евгений Андреевич Розен женился на 18-летней Наталье Григорьевне Таранухиной (1834—после 1905), дочери отставного капитана и помещика села Таранушевка Изюмского уезда Харьковской губернии. Супруги поселились в Изюме. Брак этот был в первое время довольно счастливым и по крайней известны 3 сына. После измены мужа, 19 мая 1878 года Наталья Григорьевна подает прошение в Духовную Консисторию о разводе. Евгений Андреевич не возражал и признал свою вину перед супругой, но на слушание дела в Харьков не ездил, а прислал освидетельствование состояния своего здоровья. Окончательно развод состоялся 19 июня 1880 года. Н. Г. Розен было разрешено вступить в новый брак, а Е. А. Розен кроме семилетней епитимии был обречен на безбрачие. После развода отношения между бывшими супругами Розен были неплохими, если не считать того, что Наталья Григорьевна вышла повторно замуж за полковника Ивана Ивановича Корха. Однако уже в 1885 году она вдова и заботится о бывшем муже, который к тому времени был неспособен к труду, страдал параличом обеих кистей и левой руки. Зрение и умственные способности были слабы, Е. А. Розену было тяжело ходить. В 1905 году Наталья Григорьевна Корх проживала в Твери. Дети:
- Вячеслав (14.02.1855—?), чиновник;
- Леонид (20.08.1863— 01.1916), хранитель всех мемуаров своего отца и деда-декабриста[5].
- Митрофан (1870—?).

В 1875 году Е.А Розен вступает во внебрачную связь с крестьянкой хутора Марьинска Чепельской волости Ксенией Ивановной Бобрицкой. Более трех лет продолжались их отношения и от этой связи родилось двое детей. Эта связь стала основанием для развода Е. А. Розена с Натальей Григорьевной. В результате Е. А. Розен был обречен на безбрачие, а крестьянка К. И. Бобрицкая также была наказана за прелюбодеяние 4 летней эпитимией, а перед этим, 25 мая 1880 года она была повенчана с мещанином города Харькова Петром Лихвинцовым и переехала на станцию Лозовая. Дети Е. А. Розена и К. И. Бобрицкой:
- Вячеслав (20.07.1876—?);
- Иван (6.01.1878—?).